# Unione nazionale giovani esploratrici italiane
L'Unione nazionale giovani esploratrici italiane (UNGEI), è stata la prima associazione di scautismo femminile (guidismo) sorta in Italia.

## Storia
Nel gennaio del 1912, Carlo Colombo terminò di scrivere lo statuto del suo movimento, diviso in due sezioni, maschile e femminile, che chiamò rispettivamente Corpo dei giovani esploratori e Unione delle giovinette esploratrici, con lo scopo d'essere strumento educativo per tutti i ragazzi e le ragazze italiane.
Con un gruppo di giovani della Società sportiva "Podistica Lazio", Colombo compì un esperimento, conclusosi nell'ottobre del 1912, ai prati della Farnesina a Roma: fu un gran successo e da quell'iniziativa ebbe origine, all'interno della società, la quarta sezione, dedicata «all'istruzione premilitare, al tiro a segno e agli allievi esploratori». Quando si sentì pronto, Colombo si staccò dalla società sportiva dando vita al Corpo nazionale dei giovani esploratori d'Italia  (GEDI), ufficialmente fondato a Roma il 30 giugno 1913.
Carlo Colombo, che assunse la carica di commissario generale, ebbe la soddisfazione di vedere la sua istituzione crescere, moltiplicarsi e farsi molto onore. I giovani esploratori e le giovinette esploratrici, dal camiciotto verde, intervennero a favore delle popolazioni marsicane colpite dal terremoto nel gennaio 1915 e con opere di servizio durante la prima guerra mondiale.
Nel novembre 1914 risulta già costituita, a Roma, sempre a opera di Colombo, la sezione femminile che accolse le girl scouts, anche se i primi esperimenti di scautismo femminile furono condotti fin dal 1913. La presidenza della sezione di Roma fu assunta dalla baronessa Ferrero, con al suo fianco Mary Rossi (già collaboratrice in Inghilterra di Agnes Baden-Powell) in qualità di capo reparto e commissaria.
Nella primavera del 1915 la sezione romana delle esploratrici fu sciolta e prontamente ricostituita il 29 giugno 1915, quando si svolse l'assemblea costituente della «nuova» sezione di Roma delle giovinette esploratrici, che segnò la data ufficiale della nascita dell'Unione nazionale delle giovinette esploratrici italiane (UNGEI). Assunse la presidenza la principessa Anna Maria Borghese de Ferrari, mentre Mary Rossi fu rieletta commissaria.
Dal 5 maggio 1915 il CNGEI fu posto sotto l'alto patronato del re. Inoltre, il re permetteva l'iscrizione al Corpo Nazionale del principe ereditario Umberto e più tardi, dietro insistenza della regina Elena, acconsentì all'iscrizione della principessa Giovanna all'UNGEI.
All'inizio, gli ambienti e la stampa cattolica di stretta osservanza assunsero toni virulenti contro lo scautismo, avanzando argomenti di natura dottrinale e, in particolare, contro lo scautismo femminile, definito una «sconvenienza» e una «incredibile audacia».
Malgrado questo, il CNGEI-UNGEI con l'Italia in guerra raggiunse il massimo della propria espansione con oltre quattrocento sezioni e sottosezioni, molte delle quali con sedi nelle colonie o comunità italiane all'estero.
Nel 1916, nel CNGEI fu costituita la classe speciale degli esploratori marini, sviluppando le attività già avviate dal 1915, formando dei reparti autonomi e separati da quelli degli esploratori comuni. Nell'UNGEI non era prevista la classe dei marini, e infatti le attività marine non erano una caratteristica del reparto ma un'attività.
Nel luglio 1920, nel St. Hugh's College di Oxford, in Inghilterra, si tenne il primo convegno delle associazioni scout femminili. Il convegno vide la partecipazione dell'Italia con l'UNGEI.
Nel 1922 la rivista del CNGEI, Sii preparato! (pubblicata dal 1914), si trasformò in un periodico più ricco e accattivante, e nel corso dell'anno si introdusse una rubrica, la «Cronaca femminile», dedicata alle attività dell'UNGEI.
In seguito alla Conferenza internazionale scout di Parigi del 1922, che stabilì che il movimento maschile e quello femminile dovessero essere completamente indipendenti e non dovevano avere gli stessi nomi nelle rispettive nazioni, l'UNGEI, nel febbraio 1923, con l'approvazione del nuovo statuto, modificò il proprio nome in Unione nazionale giovinette volontarie italiane (UNGVI) con una fisionomia propria e autonoma. La direzione generale passò da Roma a Rovereto sotto la guida di Antonietta Giacomelli che aveva assunto la carica di commissaria generale. La Giacomelli, esponente del cattolicesimo non integralista, in realtà operò nell'intento di accentuare il distacco dall'ispirazione originaria dell'UNGEI. L'occasione offrì alla Giacomelli, che cambiò anche i programmi delle attività, la possibilità di sancire pubblicamente e ufficialmente la distanza non solo dal ramo maschile ma anche da quello di Carlo Colombo. Non tutte le sezioni mutarono il nome di esploratrici con quello di volontarie e quindi di fatto non aderirono alla nuova realtà associativa. Nell'autunno del 1925 risultava che qualche sezione di esploratrici proseguiva l'attività all'ombra del CNGEI, che di fatto non modificò mai lo statuto del 1916. La commissaria generale dell'UNGVI ne prendeva «accuratamente le distanze».
Nel 1924 iniziò la pubblicazione della rivista dell'UNGVI Sii preparata, con redazione a Rovereto.
Tra il 1927 e il 1928 il regime fascista sciolse le associazioni scout italiane. Il 10 febbraio 1927 per ordine del segretario generale del Partito Nazionale Fascista, Augusto Turati, l'Unione nazionale giovinette volontarie italiane fu sciolta.
Malgrado ciò, molti gruppi scout, in varie località d'Italia, in vario modo ed in varia misura, decisero di continuare a praticare un'attività clandestina o mascherata, che spesso arrivò a sfiorare l'aperta ribellione, dando vita alla cosiddetta Giungla silente (il nome dato dal CNGEI al periodo clandestino).
Pure il ramo femminile dell'UNGVI, come per il ramo maschile, se pur per scopi diversi, continuò a vivere per qualche anno sotto altra forma e diversa denominazione, per realizzare pellegrinaggi nei campi della Grande Guerra. Nel 1927 per questo scopo fu fondata un'opera chiamata «Libere Escursioni ai Campi di Guerra» che fino al 1930 tenne ancora unite le giovinette volontarie.
Solo alla caduta del regime nel 1943, grazie all'incoraggiamento del Governo provvisorio alleato, le associazioni scout poterono iniziare a riorganizzarsi e riprendere le loro attività. Nel febbraio 1945 fu ricostituito ufficialmente l'UNGEI che riassunse la vecchia denominazione, tuttavia sostituendo «giovinette» con «giovani».
Il 27 luglio 1945 l'UNGEI e l'Associazione guide italiane diedero vita alla Federazione italiana guide esploratrici (FIGE). La federazione fu ufficialmente riconosciuta dall'Associazione mondiale delle guide e delle esploratrici.
Nel 1946 l'UNGEI istituì, oltre alle tre classi giovanili (primule, esploratrici e scolte), le seniores (o fiamme).
Il 26 maggio del 1976, con decreto del presidente della Repubblica, avvenne l'unificazione totale del CNGEI e dell'UNGEI nel Corpo nazionale giovani esploratori ed esploratrici italiani.